# Белые волки: Крик дикой природы 2
«Белые волки: Крик дикой природы 2» (англ. White Wolves: A Cry In The Wild 2) — американский приключенческий фильм 1993 года. Продолжение фильма 1990 года «Крик дикой природы». У картины также есть два продолжения — 1995 года под названием «Белые волки 2: Легенда о диких» и 2000 года под названием «Белые волки 3: Крик белого волка».

## Сюжет
Пятеро подростков в течение двух недель совершают поход через горы. За это время они снимают реки, изучают пещеры, но природа ставит их перед серьёзным испытанием.

## В ролях
- Мэтт МакКой — Джейк «Мистер Би»
- Марк-Пол Госселаар — Скотт Джеймс
- Эйми О'Нилл — Пандра Сэмпсон
- Эми Доленц — Кара Джонс
- Дэвид Москоу — Адам
- Марк Риффон — Бенни
- Ерик Драхман — Парамедик